# Ambocythere orientalis
Ambocythere orientalis is een mosselkreeftjessoort uit de familie van de Trachyleberididae. De wetenschappelijke naam van de soort is voor het eerst geldig gepubliceerd in 1988 door Zhao.